# Wolfgang Patzelt
Wolfgang Patzelt (* 23. Februar 1947) ist ein deutscher Kaufmann, Unternehmer und Manager.

## Leben

### Anfänge und Karriere in der Industrie
Nachdem er zunächst eine Ausbildung absolviert hatte und als kaufmännischer Angestellter tätig gewesen war, studierte er Betriebswirtschaftslehre und schloss als diplomierter Betriebswirt ab.
Patzelt war mehr als zwei Jahrzehnte Finanzchef der Bremer Woll-Kämmerei AG, bei der seine Prokura schließlich am 14. Oktober 1998 erlosch. Ab Mitte der 1990er Jahre bekleidete er dann in Bremen und dem unmittelbaren Umland mehrere – sich teilweise zeitlich überschneidende – kaufmännische Leitungspositionen:
- 26. Februar 1997–14. Oktober 1998: Co-Geschäftsführer der Lanarius Export GmbH.[5][4]
- 15. Juli 1997–14. Oktober 1998: Co-Geschäftsführer der Neues Wollkontor GmbH.[6][4]
- 4. Juni 1999–31. August 2004: Gesamtprokura bei der Bremer Lagerhaus-Gesellschaft – Aktiengesellschaft von 1877.[3][7][8]
- 4. Juni 1999–17. November 2004: Geschäftsführer der BLG Unterstützungskasse GmbH.[7][9]

Darüber hinaus wurde er am 22. Juni 1999 zum Co-Geschäftsführer der SCL Service-Centrum Logistik Bremen GmbH und am 22. Juni 2000 zum Aufsichtsratsmitglied der neu gegründeten NetceNter AG ernannt. Letztere hatte sich auf Direktmarketing und Callcenter-Aktivitäten spezialisiert, musste allerdings bereits am 11. Juli 2002 Insolvenz anmelden. Am 13. November 2002 wurde Patzelt in die Geschäftsführung der E. H. Harms Automobile-Logistics Beteiligungs-GmbH berufen und amtierte dort bis mindestens zum 6. Februar 2006 als CFO.

### Arbeit im Kulturbereich
Nach Ankündigung durch den Senator für Kultur Jörg Kastendiek (CDU) übernahm Wolfgang Patzelt zum 1. Dezember 2005 zunächst kommissarisch die kaufmännische Geschäftsführung des Theater Bremen. Anfänglich war seine Tätigkeit bis zum Ende der Spielzeit 2006/2007 – dem Ende der Intendanz von Klaus Pierwoß – befristet. Als Voraussetzung für seinen Amtsantritt hatte er sich den Alleinvertretungsanspruch für Finanzierungsfragen des Theaters ausbedungen. Es gelang ihm, die in wirtschaftliche Schieflage geratene Kulturinstitution finanziell zu konsolidieren. Unter anderem erfolgte eine kaufmännische Neuaufstellung. Beispielsweise optimierte Patzelt mit der Einführung der Kosten- und Leistungsrechnung das Controlling. Zum 1. April 2007 wurde sein Vertrag in ein hauptamtliches Beschäftigungsverhältnis für fünf Jahre überführt und zum Ende der Spielzeit 2006/2007 war es unter seiner Ägide gelungen, das Theater aus dem Verlustbereich herauszuführen, sodass es Überschüsse von 500.000 Euro ausweisen konnte. Seit dem Sommer 2007 arbeitete er mit dem neuen Intendanten Hans-Joachim Frey zusammen.
Nachdem es über mehrere Tage Hinweise auf Krisengespräche und Meldungen über mögliche neuerliche finanzielle Probleme des Theaters gegeben hatte, wurde am 6. Mai 2009 wurde bekannt, dass über eine vorzeitige, einvernehmliche Auflösung des Vertrages verhandelt würde. Unter anderem die seit dem Frühjahr aufkommenden erheblichen Turbulenzen hatten Patzelt zur Aufgabe seines Amtes bewogen – sie waren durch das hochdefizitäre Musical Marie Antoinette sowie die nicht abnehmenden Defizite im regulären Spielbetrieb ausgelöst worden. Gleichzeitig äußerte er aber auch:
„Für mich ist der Augenblick gekommen, nach der erfolgreichen ersten Phase der Sanierung meine persönliche Belastung, auch im Hinblick auf meine gesundheitliche Situation, zu reduzieren. Nach der Erarbeitung des Konsolidierungskonzeptes für das Theater und die Einführung neuer kaufmännischer Strukturen im Haus ist es jetzt an der Zeit, die weitere Entwicklung in jüngere Hände abzugeben.“
Die Trennung war für den frühestmöglichen Zeitpunkt vorgesehen, spätestens aber zum 30. Juni 2009. Letztlich wurde vereinbart, dass Patzelt zum 31. März 2010 in den vorzeitigen Ruhestand wechseln würde, aber unter Anrechnung von Urlaubsansprüchen seine Tätigkeit am Theater bereits zum 1. Oktober 2009 beende. Rückblickend zeigte sich, dass die kaufmännische Abteilung unzureichend besetzt war und dass es Probleme bei der Berechnung der Personalkosten gegeben hatte. So äußerte beispielsweise Kulturstaatsrätin Carmen Emigholz (SPD) im August 2010, dass es im Personalbereich einen Planungsfehler der vorherigen Geschäftsführung (Patzelt und Frey) gegeben hätte und Tarifsteigerungen zu gering veranschlagt worden seien.